# Єршов Іван Васильович
Іван Васильович Єршо́в (1867—1943) — російський оперний співак, тенор. Соліст Маріїнського театру в 1895—1929 роках. Народний артист СРСР (1938), професор.
Народився на хуторі Малий Несвітай Області Війська Донського (нині — Ростовська область). В 1893 році закінчив Петербурзьку консерваторію по класу співу професора С. І. Габеля. В 1893—1894 стажувався в Італії. З 1894 року — соліст Харківського оперного театру. В 1895—1929 з Маріїнського театру.
З 1915 року викладав у Петроградській консерваторії, а з 1916 року став професором. Серед учнів Івана Васильовича — народна артистка СРСР Софія Петрівна Преображенська і заслужений артист РСФСР Борис Матвійович Фрейдков. Помер 21 листопада 1943 року в Ташкенті.